# Gerlev Sogn (Slagelse Kommune)
Gerlev Sogn 
ist eine Kirchspielsgemeinde (dän.: Sogn)
auf der Insel Sjælland im südlichen Dänemark.
Bis 1970 gehörte sie zur Harde Slagelse Herred im damaligen Sorø Amt, danach zur Hashøj Kommune im Vestsjællands Amt, die im Zuge der  Kommunalreform zum 1. Januar 2007 in der Slagelse Kommune in der Region Sjælland aufgegangen ist.
Im Kirchspiel leben 229 Einwohner (Stand: 1. Januar 2023).
Im Kirchspiel liegt die Kirche „Gerlev Kirke“.
Nachbargemeinden sind im Norden Slots Bjergby Sogn, im Nordosten Sludstrup Sogn, im Südosten Skørpinge Sogn, im Süden Fårdrup Sogn, im Südwesten Lundforlund Sogn und im Westen Hemmeshøj Sogn.